# Кенийско-мозамбикские отношения
Кенийско-мозамбикские отношения — двусторонние дипломатические отношения между Кенией и Мозамбиком.

## История
В октябре 2014 года министры транспорта обеих стран подписали соглашение о допуске частных авиакомпаний к авиаперелётам. Это решение повлекло за собой снижение затрат на авиаперелёт между двумя странами и к увеличению объёмов торговли. До подписания этого соглашения только Kenya Airways и LAM Mozambique Airlines было разрешено осуществлять авиаперевозки по этому маршруту. 
12 ноября 2015 года представители обеих стран сделали заявление о том, что Кения и Мозамбик расширяют экономическое сотрудничество по многим направлениям.